# Grayson Burne
Grayson Burne es un deportista británico que compitió en piragüismo en la modalidad de aguas tranquilas. Ganó dos medallas en el Campeonato Mundial de Piragüismo en los años 1989 y 1990.
Participó en cinco Juegos Olímpicos de Verano entre los años 1980 y 1996, su mejor actuación fue un quinto puesto logrado en Los Ángeles 1984 en la prueba de K4 1000 m.

## Palmarés internacional
| Campeonato Mundial | Campeonato Mundial | Campeonato Mundial | Campeonato Mundial |
| Año                | Lugar              | Medalla            | Evento             |
| ------------------ | ------------------ | ------------------ | ------------------ |
| 1989               | Plovdiv (Bulgaria) | Medalla de plata   | K2 10 000 m        |
| 1990               | Poznań (Polonia)   | Medalla de oro     | K2 10 000 m        |